# 哈德遜-卑爾根輕軌
哈德遜-卑爾根輕軌（英語：Hudson–Bergen Light Rail，簡稱HBLR）是一個位於美國紐澤西州哈德遜郡的輕軌鐵路系統；為紐澤西運輸公司所擁有，由二十一世紀鐵路公司營運；自2000年4月通車開始，行經紐澤西州貝揚、澤西市、霍博肯、維霍肯、聯合市、與北卑爾根等城鎮。系統全長為33.2公里。哈德遜-卑爾根輕軌鐵路總建設經費為約二十二億美元，至2005年為止是紐澤西州史上最大的公共工程；經費來源包括了聯邦與州政府的資金。

## 歷史
早自1980年起，紐澤西州政府已開始研究如何紓緩哈德遜河畔城鎮之間的交通壅塞問題；最後決定以最有效率且需要最少資金的輕軌系統來面對交通問題。在1996年時，紐澤西運輸公司與二十一世紀鐵路公司（21st Century Rail Corporation）簽訂合約，以「DBOM」（Design-設計、Build-興建、Operate-營運、Maintain-維護）的模式來興建輕軌系統；這個模式交付二十一世紀鐵路公司必須負責購買列車組與興建，並且保證完工日期，另外可以取得該系統15年的營運權與維修權，而紐澤西運輸公司會每年給付一筆固定的維修經費。由於此系統的興建分為幾個階段，而最初的合約內容只包括了第一階段，因此延伸段合約為以最初合約為基礎而重新談判過後得來的。

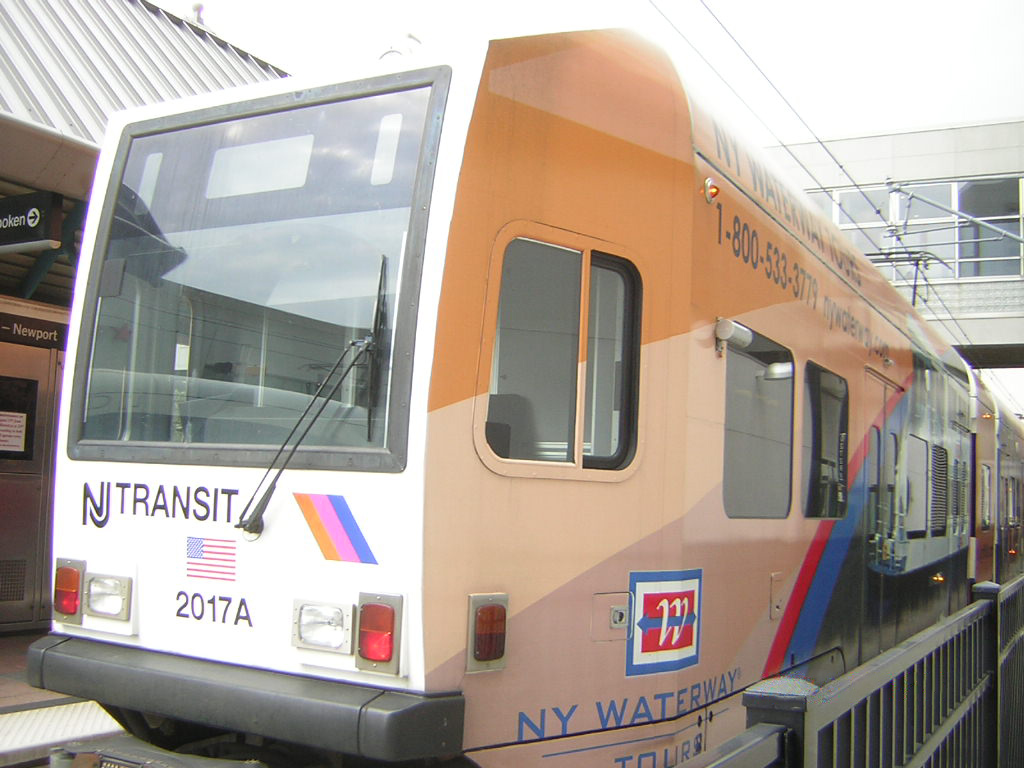
停在帕翁尼亞-新港站的哈德遜-卑爾根輕軌列車

哈德遜-卑爾根輕軌鐵路在2000年4月22日對外開放營運，最初營運區段為澤西市轉換點站（Exchange Place）往南至貝揚市34街站（Bayonne (34th Street)）之間，以及澤西市內往西側大道的支線；該年年底通車路線往北延長到帕翁尼亞-新港站（Pavonia-Newport）；2002年時更進一步的延伸至霍伯肯車站，至此完成了第一階段的路線。第二階段的延伸計劃之後亦陸陸續續的進行；往南至貝揚市的22街站延伸段於2003年完工；往北至維霍肯市林肯碼頭站延伸段於2004年完工，並於2005年時延長到帝王港站；最後延伸段在2006年2月25日完工，經由聯合市往北連接北卑爾根的同乃爾大道（Tonelle Avenue）。
原本最初計劃路線比現今完工路線更長；原計畫北端點位於瑞吉菲爾德（Ridgefield），南端點為貝揚市的第5街，而西側大道支線端點為Society Hill；這些路線都屬於第三階段的計劃，而目前紐澤西運輸公司並沒有興建這些延伸線的計劃。第二階段完工之後唯一有計畫興建的延伸線為自貝揚市22街站往南至第8街的路段，紐澤西運輸公司在2006年5月6日宣布該路段的延伸計劃，並在2008年將該路段的興建合約承包於George Harms Company。
雖然哈德遜-卑爾根輕軌鐵路系統的名稱使用了「卑爾根」，但是至現今的路線並沒有進入卑爾根縣，全線均位於哈德遜郡境內；之前的計劃曾經包括了使用紐約、薩斯奎漢納與西部鐵路路線（New York, Susquehanna and Western Railway）延伸到帕特森市。目前紐澤西運輸公司有意將哈德遜-卑爾根輕軌鐵路經由伊利鐵路的北方支線（Erie Railroad-Northern Branch）延伸到卑爾根郡的Tenafly；但是該計劃的預算成本高達十億美元，而同時進行的新哈德遜河底火車隧道需花費六十億美元，因此該延伸計劃並未付諸實行。

## 營運概況

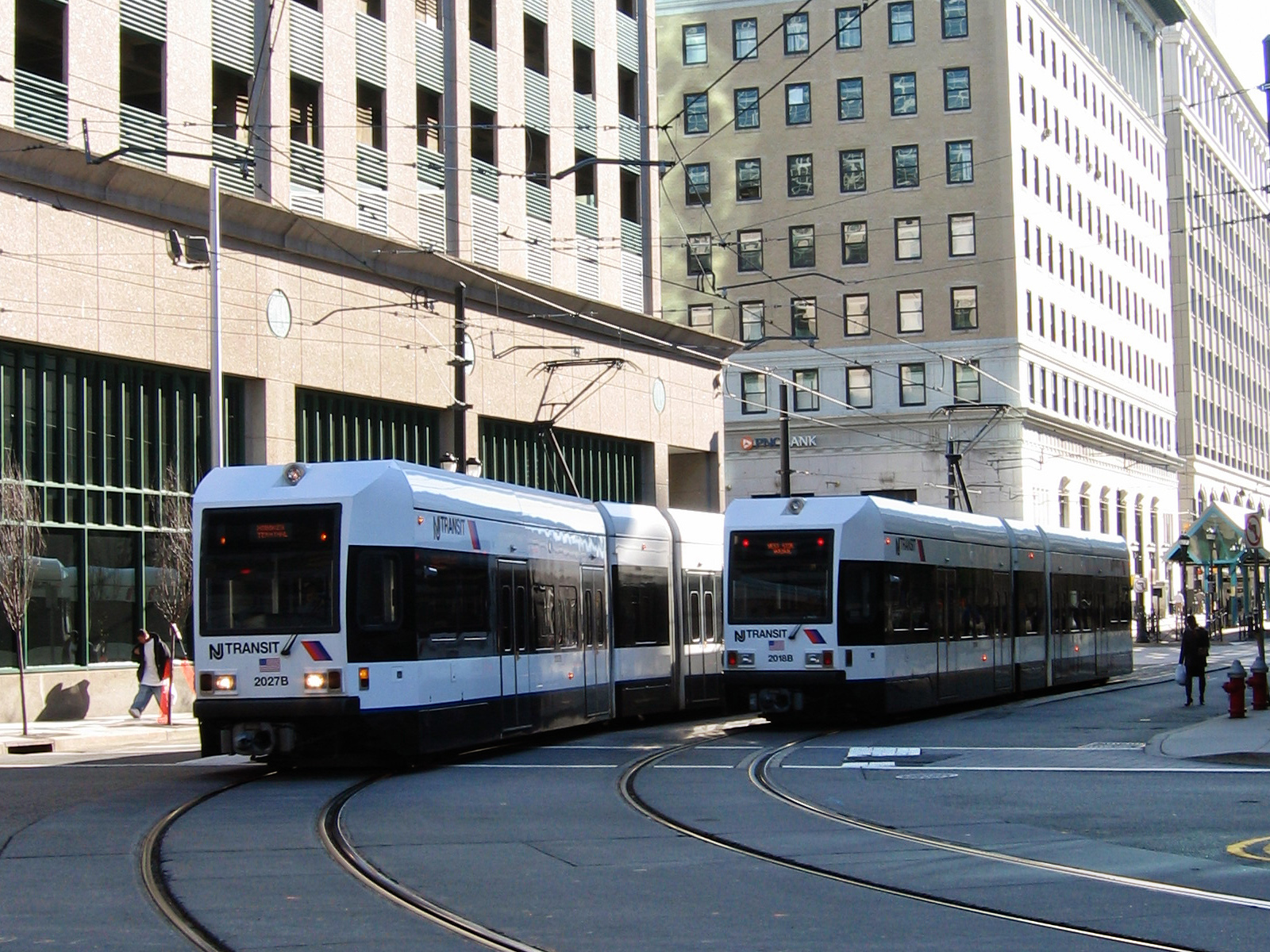
兩列列車在轉換點站附近會車

自2006年2月11日起，哈德遜-卑爾根輕軌鐵路系統以三條服務路線的型態運轉，提供由同乃爾大道站開始與22街站開始的兩條路線分別直達霍伯肯車站，另一條則提供同乃而大道站跳過霍伯肯車站直通南半段的路線，而這三條路線分別為：
- 西側大道—同乃爾大道（West Side Avenue － Tonnelle Avenue）
- 霍伯肯車站—同乃爾大道（Hoboken Terminal － Tonnelle Avenue）
- 22街—霍伯肯車站（22nd Street － Hoboken Terminal）

在上班日的尖峰時段哈德遜-卑爾根輕軌鐵路特別提供「貝揚快車」（Bayonne Flyer）的服務。貝揚快車服務停靠全部位於貝揚市內的車站（22街、34街、45街），之後採過站不停的模式中間選停自由州立公園站、艾塞克斯街站、轉換點站、港濱金融中心占、帕翁尼亞-新港站、以及霍伯肯車站。這項快車服務使得原本從22街站到霍伯肯車站的旅程從29分鐘縮短至16分鐘。
在22街站、34街站、45街站、西側大道站、自由州立公園站、以及同乃爾大道站皆設有轉乘停車場，共計有3,880個停車位。
哈德遜-卑爾根輕軌鐵路的票證系統採用榮譽制度，乘客必須在車站上的車票販賣機購買車票，並且在搭乘前用自動印證機將車票印上啟用日期與時間才能算是使車票正式生效，而在車上亦會有稽查人員隨機查票。如果乘客被發現未持有有效車票，那將會被處100美元的罰款。相似的票證系統可以在歐洲許多輕軌系統上看到，而榮譽票證制度亦減低興建車站的土木設備經費。
哈德遜-卑爾根輕軌鐵路的單程票為1.90美元，除此之外亦有16.25美元的十次回數票以及58美元的無限制月票。月票持有者可以免費轉乘紐澤西運輸公司的公車，而單程票乘客亦可以同時加買一次轉乘卷（2.25美元）或在公車上只付轉乘的票價。年長者（62歲與以上）與身心殘障者可購買半價車票。
營運時間為大約從每日凌晨5點至隔日凌晨1點。自2006年2月11日起尖峰時段時在市中心的列車間距為約5分鐘，而端點發車頻率為約每10分鐘一班車；上班日離峰時間班距為5到10分鐘，而深夜至凌晨1點的班距為20分鐘；週末班距為15分鐘，而深夜至凌晨1點的班距為20分鐘。

## 路線

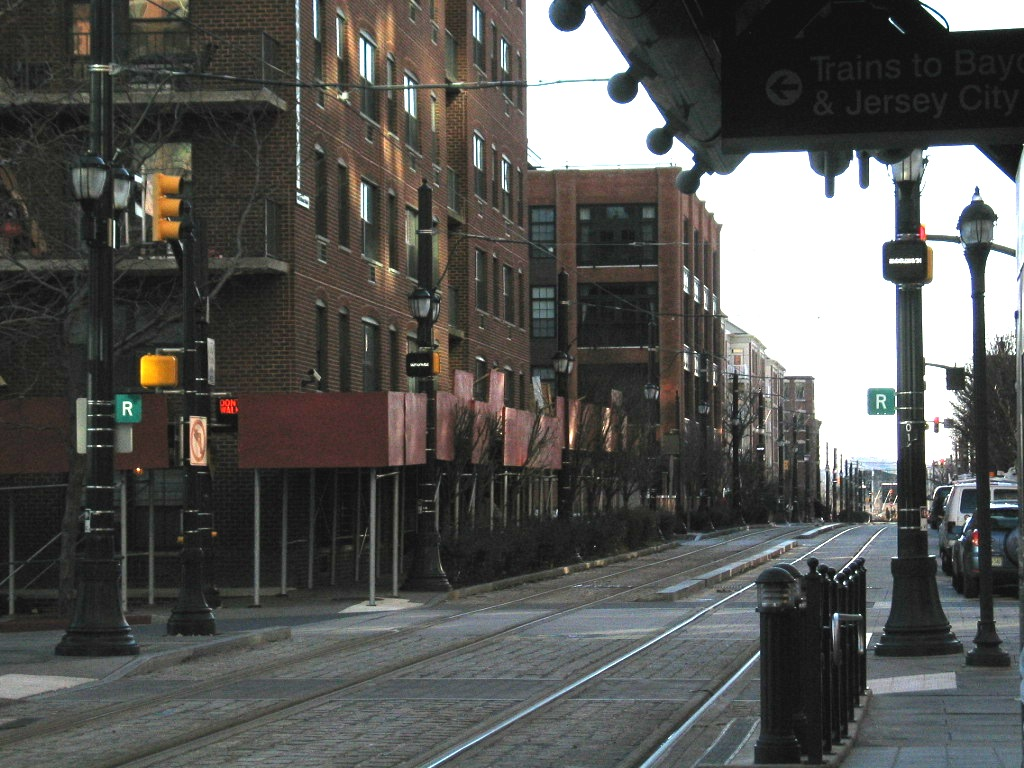
澤西市艾塞克斯街上與汽車共用路面的HBLR軌道

哈德遜-卑爾根輕軌鐵路的路線是由許多不同的舊有鐵路所組成的；以霍伯肯車站為分界點，以北的路線為西岸鐵路（West Shore Railroad）改建而成，而以南以及自由州立公園以西的路線則為紐澤西中央鐵路（Central Railroad of New Jersey）所改建。行經澤西市中心的路線為平面軌道，沒有專有路權，其他大部分路段則有等級不等的專屬路權與其他車輛分流，車道與軌道交會處設有輕軌專屬號誌以減少輕軌列車停下等待的時間；而部份路線亦行經舊有莫里斯運河（Morris Canal）的路線。
22街站到自由州立公園站之間的路線原本是紐澤西中央鐵路的主幹線，而該鐵路原本通往紐華克的支線則被改建為通往西側大道站的支線。自由州立公園站到霍伯肯車站之間的路線是由舊有的莫里斯運河河道新建而成。自霍伯肯車站到第2街站南側轉彎處短短的軌道沿著紐澤西運輸公司的鐵路軌道行進，這段軌道原本屬於德拉瓦、拉卡旺那與西部鐵路（Delaware, Lackawanna and Western RR）。第2街站之南轉彎處之後開始為屬於聯合鐵路公司（Conrail）的河濱線（River Line），最初為紐澤西交匯鐵路（NJ Junction RR）的路權。位於維霍肯的隧道路段為西岸鐵路（West Shore Railroad）的主幹線。
紐澤西運輸公司為了自聯合鐵路公司手中取得霍伯肯車站以北的河濱線路權，因此同意出錢整修另一條鄰近的鐵路（Northern Running Track），以便聯合鐵路公司的貨運列車使用該路線。

## 車輛
哈德遜-卑爾根輕軌鐵路使用電氣列車，共有48輛列車，由日本近畿車輛製造，並於鄰近的哈里遜組裝。一輛列車為90英尺（27）長，雙側各四扇對開門，內有68個坐位與122個站位。紐華克輕軌鐵路也使用同款車輛，除了由於不同軌道標準而在車輪處有稍微修改設計。

## 車站
哈德遜-卑爾根輕軌鐵路目前共有23個車站，第24個車站正在興建中。
| 所在地                    | 車站名稱                                                                     | 服務列車                    | 開放日期       |
| ------------------------- | ---------------------------------------------------------------------------- | --------------------------- | -------------- |
| 北卑爾根 （North Bergen） | 同乃爾大道／51街 （Tonelle Avenue）                                          | 西側－同乃爾 霍伯肯－同乃爾 | 2006年2月25日  |
| 友联市                    | 卑爾根線大道／49街 （Bergenline Avenue）                                     | 西側－同乃爾 霍伯肯－同乃爾 | 2006年2月25日  |
| 維霍肯 （Weehawken）      | 帝王港／帝王港大道／佩欣路北側 （Port Imperial）                             | 西側－同乃爾 霍伯肯－同乃爾 | 2005年10月29日 |
| 維霍肯 （Weehawken）      | 林肯碼頭／水岸路／19街北側 （Lincoln Harbor）                                | 西側－同乃爾 霍伯肯－同乃爾 | 2004年9月7日   |
| 霍博肯                    | 第9街-國會街／第9街／傑克遜街西側 （9th Street-Congress Street）             | 西側－同乃爾 霍伯肯－同乃爾 | 2004年9月7日   |
| 霍博肯                    | 第2街／馬紹爾街西側 （2nd Street）                                           | 西側－同乃爾 霍伯肯－同乃爾 | 2004年9月7日   |
| 霍博肯                    | 霍伯肯車站／火車站南側 （Hoboken Terminal）                                  | 霍伯肯－同乃爾 22街－霍伯肯 | 2002年9月29日  |
| 澤西市                    | 帕翁尼亞-新港／購物中心東路 （Pavonia-Newport）                              | 西側－同乃爾 22街－霍伯肯   | 2000年11月18日 |
| 澤西市                    | 哈里斯摩斯灣／都會廣場路 （Harismus Cove）                                   | 西側－同乃爾 22街－霍伯肯   | 2000年11月18日 |
| 澤西市                    | 港濱金融中心／葛林街東側／摩根街與史都本街間 （Harborside Financial Center） | 西側－同乃爾 22街－霍伯肯   | 2000年11月18日 |
| 澤西市                    | 轉換點／哈德遜街／約克街與蒙哥馬利街間 （Exchange Place）                    | 西側－同乃爾 22街－霍伯肯   | 2000年4月22日  |
| 澤西市                    | 艾塞克斯街／哈德遜街與葛林街間 （Essex Street）                              | 西側－同乃爾 22街－霍伯肯   | 2000年4月22日  |
| 澤西市                    | 馬林大道／格蘭街南側 （Marin Boulevard）                                     | 西側－同乃爾 22街－霍伯肯   | 2000年4月22日  |
| 澤西市                    | 澤西大道／格蘭街南側 （Jersey Avenue）                                       | 西側－同乃爾 22街－霍伯肯   | 2000年4月22日  |
| 澤西市                    | 自由州立公園／康木尼波大道與約翰斯頓大道間 （Liberty State Park）            | 西側－同乃爾 22街－霍伯肯   | 2000年4月22日  |
| 澤西市                    | 加菲爾德大道／聯合街與卡特雷特街間 （Garfield Avenue）                       | 西側－同乃爾 22街－霍伯肯   | 2000年4月22日  |
| 澤西市                    | 西側－同乃爾線轉出                                                           |                             |                |
| 澤西市                    | 馬丁路德金恩道／維吉尼亞大道 （Martin Luther King Drive）                    | 西側－同乃爾                | 2000年4月22日  |
| 澤西市                    | 西側大道／克萊兒夢特大道 （West Side Avenue）                                | 西側－同乃爾                | 2000年4月22日  |
| 澤西市                    | 西側－同乃爾線終點                                                           |                             |                |
| 澤西市                    | 理察街／加菲爾特大道東側 （Richard Street）                                  | 22街－霍伯肯                | 2000年4月22日  |
| 澤西市                    | 丹福斯大道／加菲爾大道東側 （Danforth Avenue）                               | 22街－霍伯肯                | 2000年4月22日  |
| 貝揚 （Bayonne）          | 45街／E大道與東45街 （45th Street）                                          | 22街－霍伯肯                | 2000年4月22日  |
| 貝揚 （Bayonne）          | 34街／E大道與東34街 （34th Street）                                          | 22街－霍伯肯                | 2000年4月22日  |
| 貝揚 （Bayonne）          | 22街／E大道與東22街 （22nd Street）                                          | 22街－霍伯肯                | 2000年4月22日  |
| 貝揚 （Bayonne）          | 第8街／C大道與東第8街 （8th Street）                                         | 22街－霍伯肯                | 興建中         |